# Troféu HQ Mix de melhor cartunista
Cartunista foi uma das categorias do Troféu HQ Mix, premiação brasileira dedicada aos quadrinhos que é realizada pela Associação dos Cartunistas do Brasil (ACB) e pelo Instituto do Memorial das Artes Gráficas do Brasil (IMAG) desde 1989.

## História
Em 1997, o Troféu HQ Mix ampliou seu escopo, inicialmente voltado primordialmente aos quadrinhos, com três novas categorias voltadas aos artistas de humor gráfico: "caricaturista", "cartunista" e "chargista". Em 2013, as três categorias foram mescladas em uma só, chamada "Desenhista de humor gráfico", que passou a abranger os profissionais das três vertentes de desenho.
Os vencedores são escolhidos por votação entre profissionais da área (roteiristas, desenhistas, jornalistas, editores, pesquisadores etc.) a partir de uma lista de sete indicados elaborada pela comissão organizadora do evento. A única exceção ocorreu entre os anos de 2009 e 2011, quando os vencedores das três categorias foram escolhidos pela comissão julgadora em conjunto com um júri especial (com exceção de "chargista", que foi para votação em 2011).
Após uma reformulação, que eliminou as categorias ligadas ao humor gráfico, a partir de 2016 não houve mais premiação nesta categoria.

## Vencedores e indicados
| Ano  | Artista        | Outros indicados                                                   | Nota(s)       |
| ---- | -------------- | ------------------------------------------------------------------ | ------------- |
| 1997 | Lage           |                                                                    | [ 1 ]         |
| 1998 | Santiago       |                                                                    | [ 1 ]         |
| 1999 | Santiago       |                                                                    | [ 1 ]         |
| 2000 | Santiago       |                                                                    | [ 9 ]         |
| 2001 | Spacca         |                                                                    | [ 10 ]        |
| 2002 | Laerte         |                                                                    | [ 11 ]        |
| 2003 | Gilmar         |                                                                    | [ 12 ]        |
| 2004 | Laerte         |                                                                    | [ 13 ]        |
| 2005 | Laerte         |                                                                    | [ 14 ]        |
| 2006 | Spacca         | - Biratan - Dálcio - Arnaldo Branco - Jota A - Leonardo - Benett   | [ 15 ] [ 16 ] |
| 2007 | Laerte         | - Allan Sieber - Biratan - Dacosta - Gilmar - Jota A - Santiago    | [ 17 ] [ 18 ] |
| 2008 | Allan Sieber   | - Adão Iturrusgarai - Amorim - DaCosta - Dálcio - Duke - Simanca   | [ 19 ] [ 20 ] |
| 2009 | Duke           | Eleito pela comissão e pelo júri especial                          | [ 4 ]         |
| 2010 | Airon          | Eleito pela comissão e pelo júri especial                          | [ 5 ]         |
| 2011 | Allan Sieber   | Eleito pela comissão e pelo júri especial                          | [ 6 ]         |
| 2012 | Dálcio Machado | - Cau Gomes - Duke - Jota A - Junião - Léo Martins - Silvano Mello | [ 21 ] [ 22 ] |